# Federazione di rugby a 15 del Giappone
La federazione di rugby del Giappone  (日本ラグビーフットボール協会?, Nihon Ragubī Futtobōru Kyōkai), conosciuta anche con il nome inglese Japan Rugby Football Union (JRFU) è l'organismo di governo del rugby a 15 e rugby a 7 in Giappone. Nacque il 30 novembre 1926.
Il rugby a 15 venne introdotto in Giappone tramite gli studenti dell'Università di Keio dal professor Edward Bramwell Clarke, nato a Yokohama e da Tanaka Ginnosuke, entrambi laureati all'Università di Cambridge nel 1899. Prima questo sport veniva giocato nei porti di Kōbe e Yokohama tra residenti stranieri e squadre formate tra le navi in porto.

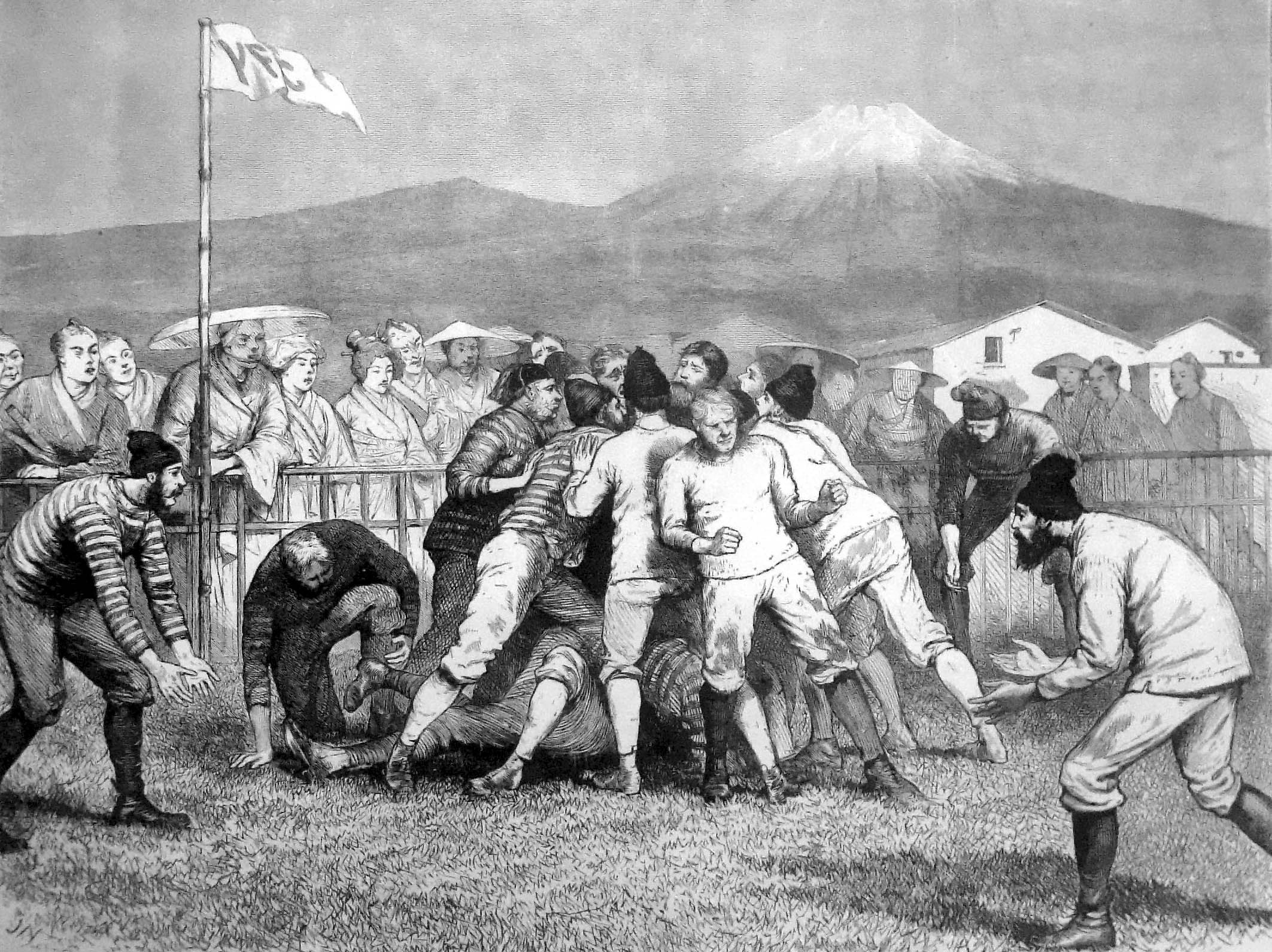
Rugby game in Yokohama, 1874

## Top League
Cercando di migliorare la qualità generale del rugby giapponese, nel 2003 la JRFU creò una nuova Top League semiprofessionale che iniziò nella stagione 2003-04. Nella seconda stagione il campionato era composto dalle seguenti squadre sponsorizzate: i Kintetsu Liners, i Kobe Steel Kobelco Steelers, i Kubota Spears, i NEC Green Rockets, i Nihon IBM Big Blue, i Ricoh Black Rams, i Sanyo Wild Knights, i Suntory Sungoliath, i Toshiba Brave Lupus, i Toyota Verblitz, i World Fighting Bull e i Yamaha Júbilo.
Albo d'Oro Top League
- 2003/2004  Kobe Steel Kobelco Steelers
- 2004/2005  Toshiba Brave Lupus
- 2005/2006  Toshiba Brave Lupus
- 2006/2007  Toshiba Brave Lupus

## Microsoft Cup
La Microsoft Cup è un torneo ad eliminazione diretta giocato dalle prime otto della Top League. La vincitrice della prima Microsoft Cup furono i NEC Green Rockets, che sconfissero i Toshiba Brave Lupus 24-19 il 22 febbraio 2004. I Toshiva vinsero comunque il campionato il 21 marzo 2004 battendo i Kobe Steel Kobelco Steelers 22-10.

## Approfondimenti
- Alison Nish, Britain & Japan: Biographical Portraits, in Britain's Contribution to the Development of Rugby Football in Japan 1874-1998, III, Japan Library, 1999, ISBN 1-873410-89-1.